# Louise Müller (Sängerin, 1876)

Louise Müller, 1907

Marie-Louise Müller, verheiratete Marie-Louise Müller-Weiss (* 30. Oktober 1876 in Ludwigsburg; † 19. Januar 1935 in München) war eine deutsche Opernsängerin (Sopran). 

## Leben
Nach ihrer Gesangsausbildung bei Eduard Engel in Dresden debütierte sie 1899 am Essener Stadttheater unter ihrem Geburtsnamen Louise Müller. Von 1902 bis 1912 war sie als Sopranistin am Hoftheater in Wiesbaden engagiert. Danach sang sie erneut in Essen und zog sich bereits 1913 von der Bühne zurück. Gastspiele führten die Sopranistin an die Hofoper in Berlin und an das Hoftheater in Karlsruhe sowie nach Straßburg, Aachen und Stuttgart.
Im Januar 1908 heiratete sie den Kammersänger Eugen Robert Weiss. Im Juni 1910 wurde ihr gemeinsamer Sohn Walter Hubert geboren. Sein Beruf war Jazz- und Bigband-Musiker.